# Магдалена Ліппська
Магдалена Ліппська (нім. Magdalena zur Lippe, 25 лютого 1552 — 26 лютого 1587) — представниця німецької знаті XVI століття, донька графа Ліппського Бернхарда VIII та Катаріни Вальдек-Айзенберзької, дружина ландграфа Гессен-Дарштадтського Георга I.

## Біографія
Магдалена народилась 25 лютого 1552 року в Детмольді, столиці Ліппського графства. Її батьками були правлячий граф Ліппський Бернхард VIII та його дружина Катаріна Вальдек-Айзенберзька. Магдалена стала другою дитиною в сім'ї, старшою була її сестра Анна. Згодом у дівчат з'явилися молодший брат Сімон та сестра Бернардіна. 
Батько помер, коли дівчинці було одинадцять. Після цього Магдалена виховувалася при дворі ландграфа Гессен-Кассельського Вільгельма IV. Згодом, захоплений вродою дівчини, правитель Гессен-Дармштадту Георг I, молодший брат Вільгельма,  вирішив із нею побратися. Весілля влаштувалося на кошти ландграфа Гессен-Кассельського. Церемонія відбулася 17 серпня 1572 року в Касселі. Шлюб виявився щасливим і тривав п'ятнадцять років до смерті Магдалени. У подружжя народилося десятеро дітей, шестеро з яких  досягли свідомого віку
Ландграфиня прославилася своїм благочестям, доброзичливістю та благодійництвом. Її навіть порівнювали із святою Єлизаветою. 
Для своїх дітей Магдалена власноруч склала молитовник. Разом із чоловіком вони стали засновниками Гессенської бібліотеки.
Ландграфиня пішла з життя за кілька днів після народження молодшого сина. Похована на хорах міської кірхи Дармштадту. За вівтарем знаходиться епітафія, що присвятив їй Георг 1589 року. За два роки він одружився із удовою багатодітною Елеонорою Вюртемберзькою, яка залишалася з ним до самої смерті у 1596 році.

## Родина

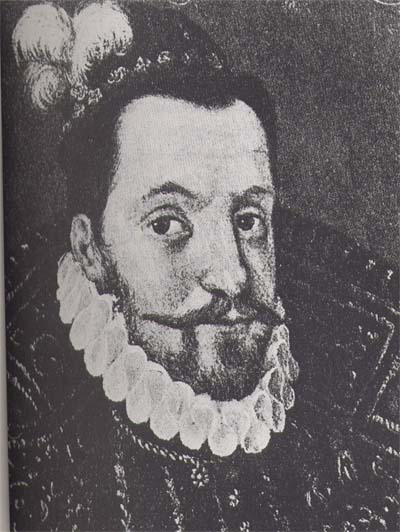
Чоловік Георг I

Чоловік — Георг I, ландграф Гессен-Дармштадтський
Діти:

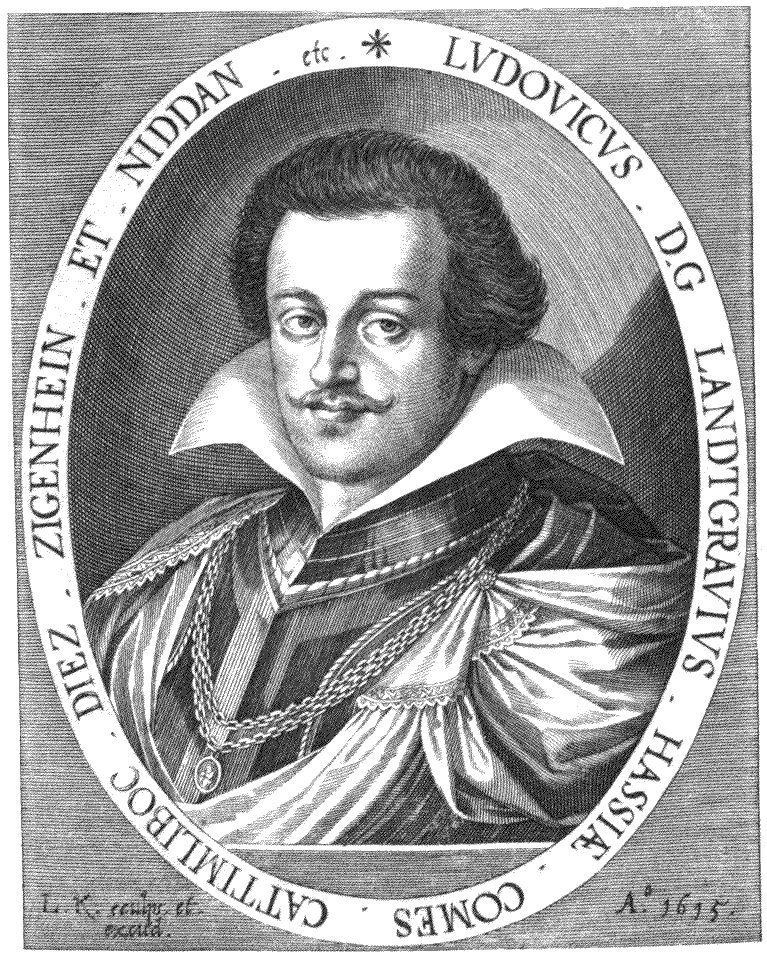
Старший син Людвіг

- Філіп Вільгельм (1576) — помер після народження;

- Людвіг (1577—1626) — наступний ландграф Гессен-Дармштадту, був одружений із Магдаленою Бранденбурзькою, мав дванадцятеро дітей;
- Крістіна (1578—1596) — була одружена із графом Ербахським Фрідріхом Магнусом, померла за десять місяців після весілля, дітей не мала;
- Єлизавета (1579—1655) — була пошлюблена із графом Йоганном Казимиром Нассау-Вайлбург-Глайзберг, мала єдину доньку;
- Марія Ядвіґа (1580—1582) — померла в дитинстві;
- Філіп (1581—1643) — ландграф Гессен-Буцбахський, був двічі одружений, дітей не мав;
- Анна (1583—1631) — була одружена із графом Альбертом Отто Солмс-Лаубаським, мала семеро доньок та сина;
- Фрідріх (1585—1638) — ландграф Гессен-Гомбурзький, був одружений із Магдаленою Єлизаветою Лейнінген-Вестербурзькою, мав п'ятьох синів та доньку;
- Магдалена (5 травня—23 жовтня 1586) — померла у віці півроку;
- Йоганн (22 лютого 1587) — помер після народження.

## Цікавинки
- Матір Магдалени, Катаріна Вальдек-Айзенберзька, — кузина Анни Клевської, четвертої дружини Генріха VIII, яка у цьому шлюбі півроку була королевою Англії.